# 우문
우문(禹文, 1903년 12월 18일 ~ 1980년 1월 27일)은 대한민국의 정치인이다.
경북 금릉 출생으로, 제2대 국회의원을 지냈다.
배재고등보통학교를 졸업하고, 프랑스 파리대학 정경과 학사원을 수료하였으며 3ㆍ1운동에 참가하고 명성여중 교무주임, 동양외국어전문학교 부학장, 농림부장관 비서실장, 자유당총무부장을 지냈다.

## 역대 선거 결과
|  | 48.57% |

|  | 3.51% |

|  | 0.57% |

## 참고자료
- 우문 - 대한민국헌정회